# Ambaliyasan
Ambaliyasan è una suddivisione dell'India, classificata come census town, di 6.736 abitanti, situata nel distretto di Mehsana, nello stato federato del Gujarat. In base al numero di abitanti la città rientra nella classe V (da 5.000 a 9.999 persone).

## Geografia fisica
La città è situata a 23° 26' 46 N e 72° 25' 23 E.

## Società

### Evoluzione demografica
Al censimento del 2001 la popolazione di Ambaliyasan assommava a 6.736 persone, delle quali 3.612 maschi e 3.124 femmine. I bambini di età inferiore o uguale ai sei anni assommavano a 1.035, dei quali 563 maschi e 472 femmine. Infine, coloro che erano in grado di saper almeno leggere e scrivere erano 4.436, dei quali 2.719 maschi e 1.717 femmine.